# 海神蛇䲁
海神蛇䲁（學名：Ophiclinus ningulus），為輻鰭魚綱䲁形目胎䲁科蛇䲁屬的一個種，分布於印度西太平洋澳洲南部海域，深度5至20公尺，本魚體細長，體深褐色，背部有一系列不明顯的棕色和白色斑塊，眼睛處有不明顯的棕色和白色線條，魚鰭長上有分佈均勻的深色斑點，從吻端開始有一條白色條紋，沿著頭頂至背鰭前部基部，背鰭前部有一塊白色至紫色斑塊，胸鰭基部呈棕色，體長可達7.5公分，棲息在礁石區，雌魚產附著性卵，雄魚會守護卵，幼魚為浮游性，生活習性不明。